# Гуйдар, Шандор
Ша́ндор Гу́йдар (венг. Gujdár Sándor; род. 8 ноября 1951, Сентеш, Чонград) — венгерский футболист и футбольный тренер, играл на позиции вратаря.

## Биография

### Клубная карьера
Гуйдар был воспитанником клуба «Сентеш», в котором начинал свою карьеру и отыграл один сезон. В 1970 году перешёл в «Сегед», в котором он отыграл четыре сезона, став также основным вратарём клуба.
В 1974 году Гуйдар перешёл в «Гонвед», в составе которого отыграл восемь сезонов. Гуйдар сыграл в чемпионате Венгрии за «Гонвед» 247 матчей, из которых 94 матчей были «сухими». В 1980 году он стал чемпионом Венгрии, два раза был серебряным призёром, а также играл в еврокубковых турнирах за эту команду.
В 1982 году Гуйдар уехал в Грецию, где подписал контракт с «Арисом», за который отыграл два сезона, прежде чем завершил карьеру из-за черепно-мозговой травмы. В 1985 году вернулся в футбол и стал играющим тренером австрийского клуба «Остбан Xl», который играл в четвёртом дивизионе.

### Карьера в сборной
В составе молодёжной сборной играл на молодёжном чемпионате Европы 1974 года, на котором завоевал золотые медали. Спустя два года, на молодёжном чемпионате Европы 1976 года стал серебряным призёром.
В составе сборной Венгрии был участником чемпионата мира 1978 года, на котором сыграл два матча на групповом этапе. Венгры не вышли из группы, проиграв все три матча и заняли последнее место в группе. Всего за сборную Венгрии сыграл 25 матчей.

### Карьера тренера
После завершения карьеры работал главным тренером, так и тренером вратарей в нескольких командах, среди которых были клубы в которых он играл.

## Достижения
«Гонвед»
- Чемпион Венгрии (1) : 1979/80

 Венгрия (до 21 года)
- Чемпион Европы по футболу среди молодёжных команд (1) : 1974